# اندرو مانگو
اندرو مانگو (به انگلیسی: Andrew Mango؛ ۱۴ ژوئن ۱۹۲۶ تا ۶ ژوئیه ۲۰۱۴) نویسندهٔ بریتانیایی است که در ترکیه و در خانواده ای انگلیسی-روسی و مرفه متولد شد. او فرزند الکساندر مانگو، یک وکیل مدافع موفق، و برادر سیریل مانگو است که تاریخدان ممتاز آکسفورد و متخصص در تاریخ بیزانس بود. کودکی مانگو در استانبول سپری شد. پدرش اصالتی ایتالیایی و یونانی داشت و مادرش،ادلاید دامونوف، یکی از پناهجویان روسیهٔ بلشویک بود، در نتیجه، مانگو خیلی زود به چند زبان، از جمله ترکی مدرن، ترکی عثمانی، انگلیسی، فرانسوی و یونانی مسلط شد. در اواسط دههٔ ۱۹۴۰ مانگو به آنکارا رفت و در سفارت انگلیس به کار مشغول شد. در ۱۹۴۷ به انگلستان نقل مکان کرد و تا هنگام مرگش در لندن به سر برد. مانگو از دانشکده مطالعات شرقی و افریقایی دانشگاه لندن، دکترای ادبیات فارسی گرفت. هنوز دانشجو بود که به بخش ترکی بی‌بی‌سی ملحق شد و در ۱۹۸۶ بازنشسته شد. مانگو در ۷ ژوئیهٔ ۲۰۱۴ درگذشت. ریچارد مور، سفیر انگلستان در ترکیه خبر درگذشت او را به دولت ترکیه اعلام کرد.

## مطالعات در مورد آتاتورک و ترکیه
مطالعات قبلی مانگو در ادبیات فارسی و ترکی کمکش کرد تا به زبان ترکی عثمانی مسلط شود. اولین کتاب او «ترکیه» (۱۹۶۸) نام داشت که آن را در زمان همکاری با بی‌بی‌سی نگاشت. پس از بازنشسته شدن از بی‌بی‌سی، مانگو فراغت بیشتری برای تحقیق و نگارش کتاب پیدا کرد؛ و طی سال‌های ۱۹۷۱ تا ۲۰۰۹ کتاب‌های متعددی نگاشت که وجه مشترک همهٔ آنها، تاریخ ترکیه بود. از جملهٔ این کتاب‌ها می‌توان به ترکان امروزی (۲۰۰۴) و از سلطان تا آتاتورک (۲۰۰۹) اشاره نمود. در ۱۹۹۹ مانگو کتاب حجیم «آتاتورک» را نوشت که باعث شد به عنوان مرجع درجهٔ یک در حوزهٔ ترکیهٔ مدرن و خاستگاه‌هایش شناخته شود.
مانگو، پنج سال صرف تدوین سرگذشت آتاتورک کرد و در تألیف این کتاب از منابع چاپ شدهٔ ترکی بهره برد.بعضی از اسنادی که مانگو در کتاب آتاتورک به آنها استناد می کند برای نخستین بار در این کتاب منتشر می شود. به نظر بسیاری از کارشناسان، کتاب آتاتورک، به قلم مانگو، سرگذشتی موثق از بنیانگذار جمهوری ترکیه است.

## آثار ترجمه‌شده به فارسی
- آتاتورک، ترجمهٔ هوشمند دهقان، تهران، پیام امروز، ۱۳۹۴
- ترک های جوان، نسخه الکترونیکی، سایت نیوسکولاریسم[۷]